# Касымов, Нурпеис Касымович
Нурпеис Касымович Касымов (1941—2002, родился в 1941 году в Алматинской области, поселке Каргалы (Жамбылский район)) — математик, Отличник Народного Просвещения КазССР, Заслуженный Учитель Республики Казахстан, Отличник Народного Образования (Халық Ағарту Ісінің Озық Қызметкері), Отличник Труда, внес 40-летний вклад в образование Республики Казахстан.

## Биография
Он окончил механико-математический факультет КазГУ. Начал свой путь с должности учителя в 1964 году. В 1967 году он был призван на службу в ряды советской армии. Стал заместителем секретаря комитета комсомола.
Проделав путь от учителя до Заместителя Председателя Государственного Комитет Образования Министерства Образования, Культуры и Здравоохранения Республики Казахстан, он внес огромнейший вклад в открытие казахских дошкольных учреждений и средних школ. За пару лет количество детских садов возросло от 31 до 90. 25 казахских школ было открыто в Алматы под его руководством.

## Карьера
- 1964—1970 г.г. — Учитель, Директор в школах Алма-Атинской области;
- С 1970 года Управляющий в сфере образования;
- 1976—1978 г.г. — Начальник Отдела Образования Илийского района;
- 1978—1981 г.г. — Советник по образовательной части в КомПартии Алма-Атинской области;
- 1982—1987 г.г. — Советник ЦК КП Казахстана;
- 1988—1991 г.г. — Управляющий по воспитательной части в Министерстве Образования, Культуры и Здравоохранения;
- 1991—1993 г.г. — Заведующий ГорОНО;
- 1993—1995 г.г. — Начальник Управления Образования Алматы;
- 1995—1998 г.г. — Председатель Ассамблеи народа Казахстана Алматинской области;
- 1998—2000 г.г. — Заместитель Председателя Комитета Образования Министерства Образования, Культуры и Здравоохранения Республики Казахстан;[1]
- 2000—2002 г.г. — Заведующий ОблОНО;
- 2002 год — Председатель Ассамблеи народа Казахстана Алматинской области.

## Звания и награды
- Награжден медалью Ыбрая Алтынсарина;
- Отличник Народного Образования;
- Медаль «Отличника Труда»;
- Звание Сержанта в Полковой школе.

## Семья
- Супруга — Самжанова Куляш Самжановна — Ветеран Труда, Отличник Народного Образования РК, педагог
- дочь — Касымова Гульнара Нурпеисовна — Экономист
- дочь — Касымова Раушан Нурпеисовна — Врач-педиатр, к.м.н., доцент
- внук — Касымов Баубек Бауржанович
- внучка — Касымова Акбота Бауржановна

## Память
В 2018 году в Государственном музее искусств Казахстана имени А. Кастеева была проведена презентация книги автора Исмаилжана Иминова, в которой были описаны светлые воспоминания из жизни Нурпеиса Касымовича.